# 松崎晃治
松崎 晃治（まつざき こうじ、1958年〈昭和33年〉1月22日 - ）は、日本の政治家。福井県小浜市長（4期）、福井県議会議員（4期）を務めた。

## 来歴
福井県小浜市出身。1981年大谷大学文学部卒業後、小中学校の教員となる。その後、鳴門教育大学大学院学校教育研究科を修了。福井県教育研究所等に勤める。
1995年4月30日に福井県議会議員に就任。計4期務める。この間、副議長と議長を歴任。県議時代は自由民主党に所属した。2008年7月4日、辞職。
2008年、2012年、2016年、2020年と4連続無投票で小浜市長選挙に当選。
2024年7月21日投開票の市長選挙では元市議の杉本和範が立候補。小浜市長選挙では自身初の選挙戦となり、松崎は自民、公明両党の推薦を受け、5期目を目指したが、杉本に敗れ落選した。
※当日有権者数：23,057人 最終投票率：68.02%（前回比：pts）
| 候補者名 | 年齢 | 所属党派 | 新旧別 | 得票数  | 得票率 | 推薦・支持             |
| -------- | ---- | -------- | ------ | ------- | ------ | ---------------------- |
| 杉本和範 | 44   | 無所属   | 新     | 8,291票 | 53.17% |                        |
| 松崎晃治 | 66   | 無所属   | 現     | 7,301票 | 46.83% | 自由民主党・公明党推薦 |

2024年10月11日、自民党は同月27日執行の第50回衆議院議員総選挙で比例北陸信越ブロックに松崎を擁立すると発表、比例北陸信越ブロック単独第15位で擁立されることとなった。結果は落選。

## 親族
父・幸雄は元福井県議。長男・雄城も県議を務める。